# Блокови
Блокови је популарни назив за стамбене четврти на Новом Београду. На попису из 2002 године имали су 214.085 становника. Југословенски рок бенд Рибља чорба 1982. године издао је песму Нећу да живим у Блоку 65. Познати гранџ бенд Еуфорија из Блока 19а у свом репертоару има песму под називом Блокови. Године 2008, поједине сцене из филма Дистрикт 13: Ултиматум су снимане управо у овим стамбеним четвртима. Неки блокови припадају општини Земун, а то су блокови 9, 9б, 11, 50 и делови блокова 9а, 10 и 11ц. Цео Нови Београд је подељен по блоковима осим насеља Ледине, Новобеоградског насипа и острва Аде Међице.

## Списак
| - Блок 1 - Блок 2 - Блок 3 - Блок 4 - Блок 5 - Блок 6 - Блок 7 - Блок 7а - Блок 8 - Блок 8а - Блок 9 - Блок 9а - Блок 9б - Блок 10 | - Блок 11 - Блок 11a - Блок 11b - Блок 11c - Блок 12 - Блок 13 - Блок 14 - Блок 15 - Блок 16 - Блок 17 - Блок 18 - Блок 18a - Блок 19 - Блок 19a - Блок 20 | - Блок 21 - Блок 22 - Блок 23 - Блок 24 - Блок 25 - Блок 26 - Блок 28 - Блок 29 - Блок 30 | - Блок 31 - Блок 32 - Блок 33 - Блок 34 - Блок 35 - Блок 37 - Блок 38 - Блок 39 - Блок 40 | - Блок 41 - Блок 41a - Блок 42 - Блок 43 - Блок 44 - Блок 45 - Блок 49 - Блок 50 | - Блок 51 - Блок 52 - Блок 53 - Блок 54 - Блок 55 - Блок 55a - Блок 57 - Блок 57a - Блок 58 - Блок 59 - Блок 60 | - Блок 61 - Блок 62 - Блок 63 - Блок 64 - Блок 65 - Блок 66 - Блок 66a - Блок 67 - Блок 67а - Блок 68 - Блок 69 - Блок 70 - Блок 70a | - Блок 71 - Блок 72 |